# Theodor Springmann senior

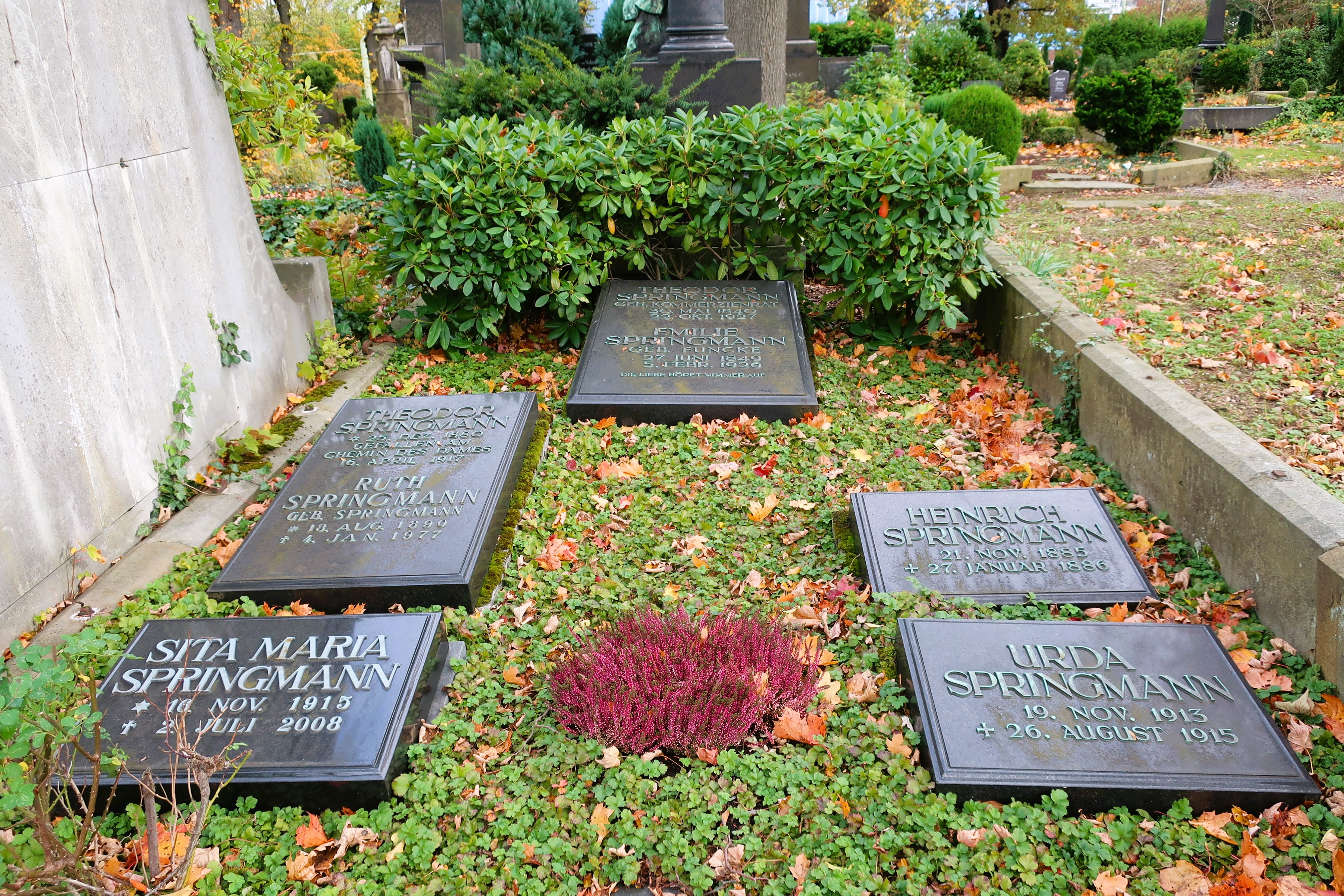
Ruhestätte Springmann auf dem Buschey-Friedhof in Hagen

Theodor Springmann (* 30. Mai 1840 in Raubach; † 22. Oktober 1927 in Wiesbaden) war ein Industrieller in Hagen, Ehrenpräsident der Handelskammer zu Hagen und Stifter öffentlicher Einrichtungen.
Springmann war durch Heirat mit einer geborenen Funcke mit dem Hagener Mäzen und Industriellen Karl Ernst Osthaus verwandt. Er war von 1875 bis 1926 Mitinhaber der Hagener Schraubenfabrik Funcke & Hueck. Angeregt durch die Ideen Friedrich Harkorts, setzte er sich für die sozialen Belange seiner Beschäftigten ein, indem er für sie Wohnungen mit Gartenland bauen ließ, Speiseanstalten einrichtete und zur sozialen Absicherung seiner Arbeiter und Angestellten Spar- und Pensionskassen gründete. In seiner Heimatstadt Hagen engagierte sich Springmann für den Aufbau sozialer und kultureller Einrichtungen. Theodor Springmann ist Ehrenbürger der Stadt Hagen.
Sein Sohn Theodor Springmann junior war Autor und Übersetzer, sein Enkel Baldur Springmann in den 1970er Jahren Mitbegründer der Partei Die Grünen. 
Nach ihm benannt ist heute die Theodor Springmann Stiftung in Heidelberg, die von Nachfahren 1996 gegründet wurde. Sie widmet sich in verschiedenen selbständigen Bereichen der Literatur- und Kunstwissenschaft,  der Psychologie und der Entwicklungshilfe.  Die Abteilung in Berlin wurde aufgelöst, das Patiententelefon von einer anderen Organisation übernommen.